# Léonie Yahne
Pour les articles homonymes, voir Léonie.
Ne doit pas être confondu avec Yane Exiane.
Léonie Yahne (née Eugénie Léonie Jahn le 8 août 1867 à Versailles et morte le 26 avril 1950 à Paris 16e) est une actrice française de la Belle Époque qui est connue aujourd'hui par les œuvres de Toulouse-Lautrec.
Dans un article de journal de 1899, elle est décrite comme l'une des plus belles et célèbres actrices parisiennes.

## Biographie
Léonie Yahne fait son éducation au couvent du Grandchamp à Versailles, tout comme Sarah Bernhardt. Elle essaye par deux fois de rentrer au Conservatoire et doit faute d'argent, renoncer à une seconde présentation et s'enrôler à l'Odéon où elle parait avec succès, sous les traits de l'Innocent dans L'Arlésienne, en 1885, puis dans Les Ménéchemes. Elle est engagée ensuite pour une tournée au Théâtre Michel  de Saint-Pétersbourg où elle joue vingt pièces dont Le Sourire. Elle est engagée au lendemain de son retour en France par Albert Carré qui la fait d'abord débuter à Aix-les-Bains où elle est particulièrement remarquée dans L'Ami Fritz, en 1891. Elle joue dans La Fille Terrible, Madame Mongodin, l'Ingénue, Monsieur l'Abbé au Palais-Royal, Les Drames Sacrés, La Crise, au théâtre du Vaudeville; puis au Gymnase, Famille, Pension de Famille, La question d'argent.
Elle crée, en 1895, avec Henry Mayer, les rôles, dans L'Âge difficile de Jules Lemaître, dans Les Demi-Vierges de Marcel Prévost et dans le rôle d'Alice dans Viveurs de Henri Lavedan, au théâtre du Vaudeville. En 1896 , elle apparaît dans La Villa Gaby de Léon Gandillot. En  1897 dans Jalouse de Alexandre Bisson et dans La douloureuse de Maurice Donnay. En 1898 , elle tient un rôle dans Mariage bourgeois d' Alfred Capus et en 1899 , dans Petits chagrins de Maurice Vaucaire.
Elle joue, en 1900, Roxane dans Cyrano de Bergerac de Edmond Rostand et crée, en 1901, Nialka dans Pour être Aimée de Léon Xanrof. La même année , elle tient le rôle de Huguette dans Famille et crée un rôle dans En fête !, comédie d'Auguste Germain à l'Athénée,.
En 1902, elle joue Mirette dans Les trois Glorieuses de Gosselin Lenotre.
En 1904, elle tient le rôle de la Marquise de Civrac, dans L'embarquement pour Cythère de Émile Veyrin et en 1905, crée le rôle dans Les Oberlé de Edmond Haraucourt.
En 1912 , elle est Adinolfa dans Impressions d'Afrique de Raymond Roussel et en 1913 probablement un rôle dans le film muet Le Duel de Max.
En 1913, Léonie Yahne intente un procès qu'elle gagne, à Mlle Schlotterbech dite Mlle Yane, qui s'est produite aux Capucines et avec les Tournées Baret dans les années 1910. Yane devient Yane Exiane.
En 1917, elle doit renoncer au théâtre, une affection de la peau marque son visage de stigmates jugés inesthétiques. Elle se produit encore en 1934 et apparaît en public pour les 80 ans de Maurice Donnay en mars 1940.
Elle a vécu 14 rue des Capucines. Elle a eu une propriété à Louveciennes qu'elle avait appelé "Frédéric" du prénom de son fils disparu. Elle vit la dernière partie de sa vie rue Vigneuse.
Léonie Yahne repose au cimetière du Montparnasse (1re division, 1re section).

## Portraits
En 1895, Toulouse-Lautrec a créé des lithographies, Léonie Yahne et Henry Mayer, dans L'Âge Difficile, Yahne et Antoine, dans l'Âge difficile, une autre intitulée Yahne dans sa loge  au Gymnase, parfois décrites comme relatif à la représentation chez André Antoine de L'Âge difficile, au Théâtre-Libre.
Léonie Yahne a été photographié par le studio Nadar et par Léopold-Émile Reutlinger et Elle apparait à plusieurs reprises dans le magazine Le Théâtre en juin 1903 et en mars 1913.

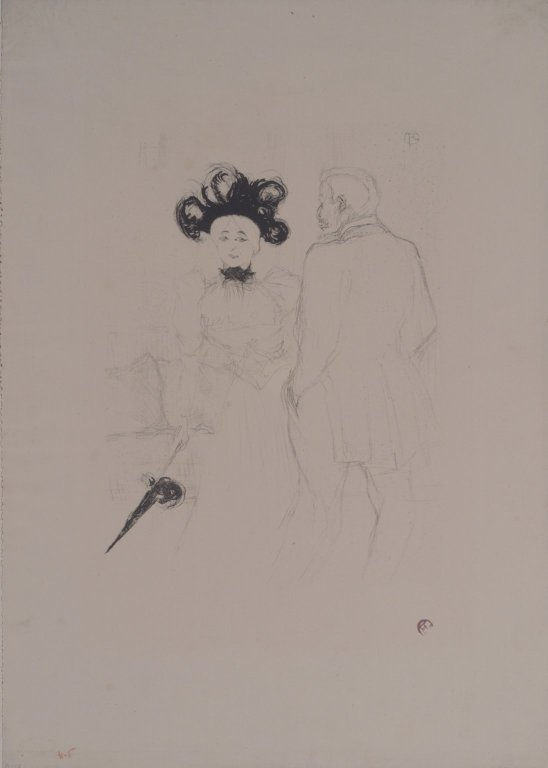
Yahne et Antoine dans L'Âge difficile
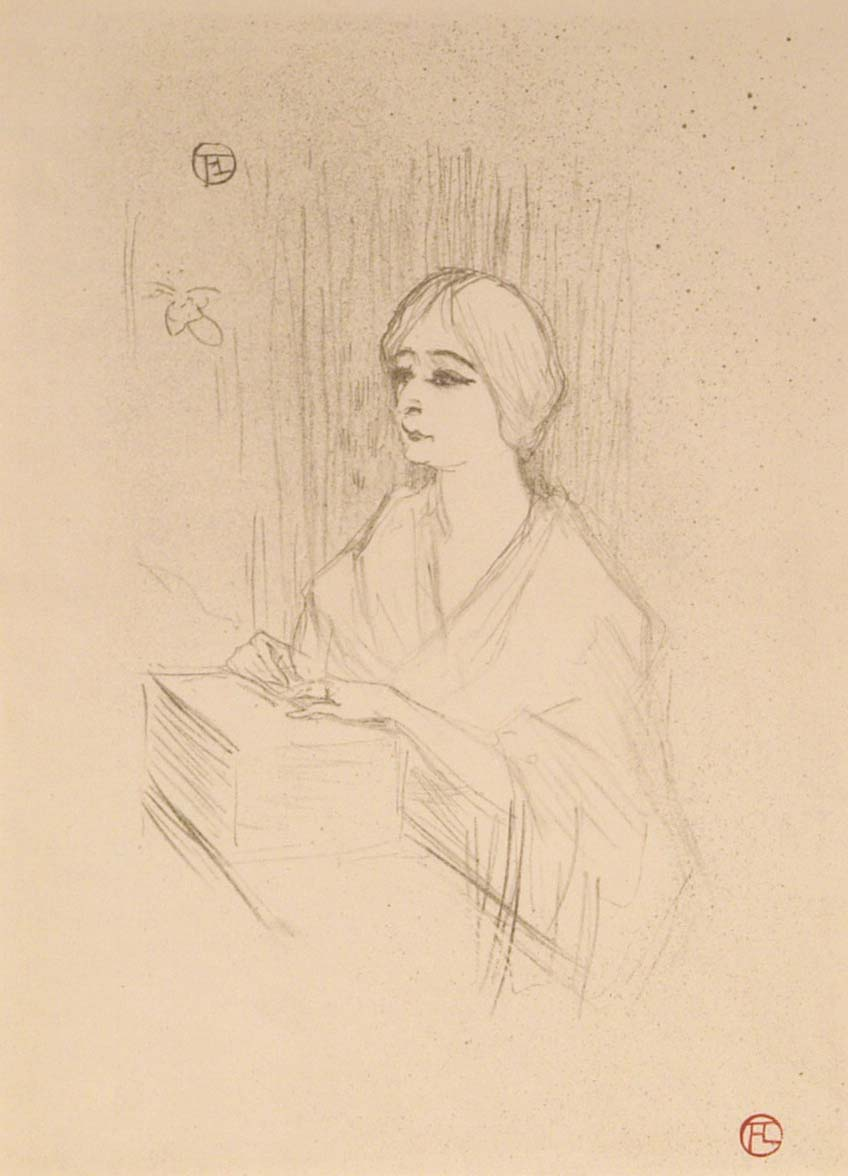
Yahne dans sa loge
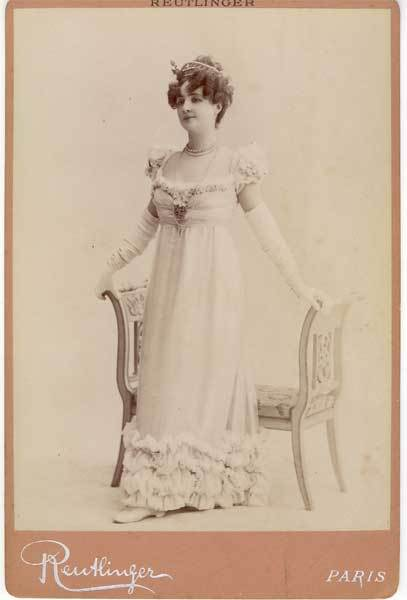
Portrait par Léopold-Émile Reutlinger

Une photographie en couleur de 1899 montre Yahne à Plombières dans une voiture Cleveland.

## Théâtre
- 1885 : L'Arlésienne (L'Innocent), Théâtre de l'Odéon
- 1891 : L'Ami Fritz, Cercle d'Aix-les-Bains.

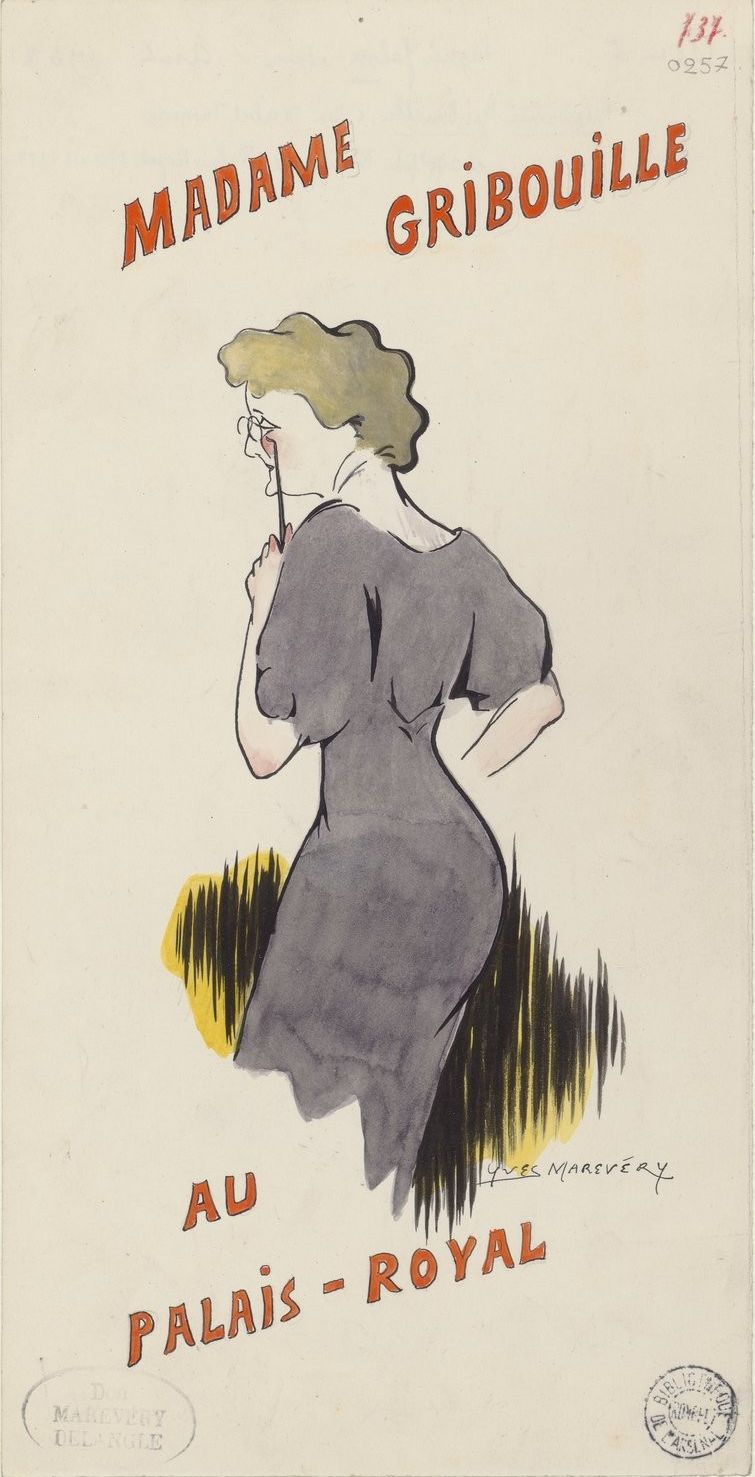
Léonie Yahne dans Madame Gribouille de Abel Tarride et Adolphe Chenevière, dessin de Yves Marevéry

- 1891 : Monsieur l'Abbé de Henri Meilhac, Palais-Royal[6]
- 1894 : Pension de famille de Maurice Donnay, Théâtre du Gymnase (création 27 octobre 1894)
- 1895 : L'Âge difficile, comédie en 3 actes, de Jules Lemaître, Théâtre du Gymnase, (création 29 janvier 1895)
- 1895 : Les Demi-Vierges (Jacqueline), de Marcel Prévost, Théâtre du Gymnase (création 2 mai 1895)
- 1895 : Viveurs (Alice), pièce en quatre actes, de Henri Lavedan, Théâtre du Vaudeville (création 20 novembre 1895)
- 1896 : La Villa Gaby, comédie de Léon Gandillot
- 1897 : Idylle tragique, pièce en quatre actes, de Paul Bourget et Armand d'Artois. (première représentation le mercredi 23 décembre.)
- 1897 : Jalouse, de Alexandre Bisson et Adolphe Leclercq
- 1897 : La Douloureuse de Maurice Donnay, Théâtre du Vaudeville
- 1898 : Mariage bourgeois d'Alfred Capus
- 1898 : L'Aînée, comédie en 4 actes et 5 tableaux, de Jules Lemaître, Théâtre du Gymnase, 6 avril 1898[24].
- 1898 : Colinette pièce en 4 actes, de G. Lenotre[6] avec Gabriel Martin, théâtre de l'Odéon, 1er octobre 1898.
- 1899 : Petits chagrins de Maurice Vaucaire (création)au théâtre du gymnase[25].
- 1900 : Cyrano de Bergerac (Roxane) de Edmond Rostand
- 1901 : Pour être Aimée (Nialka), comédie en 3 actes, de Léon Xanrof et Michel Carré, Théâtre de l'Athénée (création 27 février 1901)
- 1901 : Famille
- 1901 : En fête comédie en 5 actes, d’Auguste Germain, théâtre de l'Athénée, le 25 janvier 1901[6].
- 1902 : Les trois Glorieuses (Mirette) de G. Lenotre
- 1902 : L'Affaire Mathieu, pièce en 3 actes de Tristan Bernard
- 1903 : Le Beau Jeune Homme, comédie en cinq actes, d'Alfred Capus, Théâtre des Variétés.
- 1903 : La reine Fiammette, drame lyrique en quatre actes et six tableaux, musique de Xavier Leroux, livret de Catulle Mendès, Opéra-comique.
- 1904 : L'embarquement pour Cythère (Pomponette, Marquise de Civrac), comédie lyrique en quatre actes d'Émile Veyrin[N 3], Bouffes-Parisiens (Première représentation le jeudi 18 octobre)
- 1904 : La Fin de l'amour de Roberto Bracco[6].
- 1905 : Les Oberlé (Lucienne Oberlé), pièce en 5 actes de Edmond Haraucourt, d'après le roman de René Bazin, théâtre de la Gaîté (création 17 novembre 1905)
- 1906 : Serge Panine de Georges Ohnet, théâtre de la Gaîté
- 1908 : Madame Gribouille (Gilberte) de Abel Tarride et Adolphe Chenevière, Palais-Royal (création)[26]
- 1909 : L'Assommoir (Gervaise), Ambigu-Comique
- 1909 : La Griffe (Anne Cortelon), pièce en quatre actes de Henri Bernstein, Théâtre de la Porte-Saint-Martin
- 1910 : Chantecler (La Faisane), pièce de théâtre en quatre actes d'Edmond Rostand, Théâtre royal des Galeries de Bruxelles
- 1912 : Impressions d'Afrique (Adinolfa) de Raymond Roussel, théâtre Antoine (création)
- 1912 : Un coup de téléphone (La Mamette), vaudeville, Théâtre Réjane
- 1913 : Le Tournant comédie en un acte de Lionel Nastorg, Cercle des Escholiers (Salle Villiers)[N 4]

## Filmographie
- 1913 : Le Duel de Max

## Source
- (de) Cet article est partiellement ou en totalité issu de l’article de Wikipédia en allemand intitulé « Léonie Yahne » (voir la liste des auteurs).
- Le Monde artiste puis "illustré", Paris, 1862-1914 (lire en ligne), lire en ligne sur Gallica